# Não Para Não
Não Para Não é o segundo álbum de estúdio do cantor e drag queen brasileiro Pabllo Vittar, lançado em 4 de outubro de 2018, através da Sony Music Brasil. O álbum contém participações de Urias, Dilsinho e Ludmilla. O primeiro single do disco, "Problema Seu", foi lançado em 15 de agosto de 2018.
O disco mistura vários ritmos brasileiros a música pop em suas faixas, assim como seu álbum de estreia Vai Passar Mal (2017), como forró, tecnobrega, axé, entre outros.
Não Para Não recebeu críticas geralmente positivas e foi eleito um dos 50 melhores discos de 2018 pela Associação Paulista de Críticos de Arte e o quinto melhor álbum nacional do ano pela Rolling Stone Brasil. Foi também o 19º álbum de 2018 mais escutado pelos usuários do site Last.fm no mesmo ano.
Em novembro de 2018, Vittar iniciou a turnê Não Para Não Tour, com um show em São Paulo, para divulgar o disco. A turnê contém datas no Brasil e em outros países como México e Inglaterra. Em junho de 2019, Vittar irá iniciar a turnê NPN Pride Tour, com datas em paradas do orgulho LGBTQ nos Estados Unidos e Canadá. A NPN Pride Tour é uma extensão da Não Para Não Tour.

## Antecedentes
Em janeiro de 2018, Vittar apareceu como artista convidado em três canções: "Paraíso", de Lucas Lucco, "Joga Bunda", de Aretuza Lovi, e "Eu Te Avisei", de  Alice Caymmi. No mesmo mês, Vittar lançou um documentário sobre sua vida e carreira em parceria com o serviço de streaming da Apple Music. O documentário também gerou um extended play (EP) que contém três canções lançadas anteriormente em versões ao vivo. Em março, Vittar iniciou as gravações de seu segundo álbum de estúdio. Em abril, Vittar lançou a canção "Hasta la Vista" em colaboração com Luan Santana e Simone & Simaria, resultado da campanha Coca-Cola Fan Feat.. No dia 1 de maio, estreou seu programa Prazer, Pabllo Vittar no Multishow. Além de performances musicais, a atração também apresentou entrevistas feitas por Vittar, durante um total de cinco episódios. O programa foi indicado ao Rose d'Or Awards e ao PromaxBDA Latin America Awards nas categorias Entretenimento e Promoção Entretenimento/Música/Variedade, respectivamente. O programa perdeu na categoria do Rose d'Or e ganhou um troféu de prata na do PromaxBDA. Entre junho e setembro, Vittar apareceu como artista convidado numa série de parcerias, incluindo "Não Esqueço", do projeto Niara, "Come e Baza", da cantora angolana Titica, "Caliente", da cantora argentina Lali, e "Energia", do duo norte-americano Sofi Tukker.

## Conceito
Na capa do álbum, Vittar é apresentado como uma "deusa da tecnologia". Segundo o próprio intérprete, a imagem é "divindade moderna que atrai e unifica ritmos, ideias, culturas e linguagens de um Brasil rico e multifacetado".

## Recepção da crítica

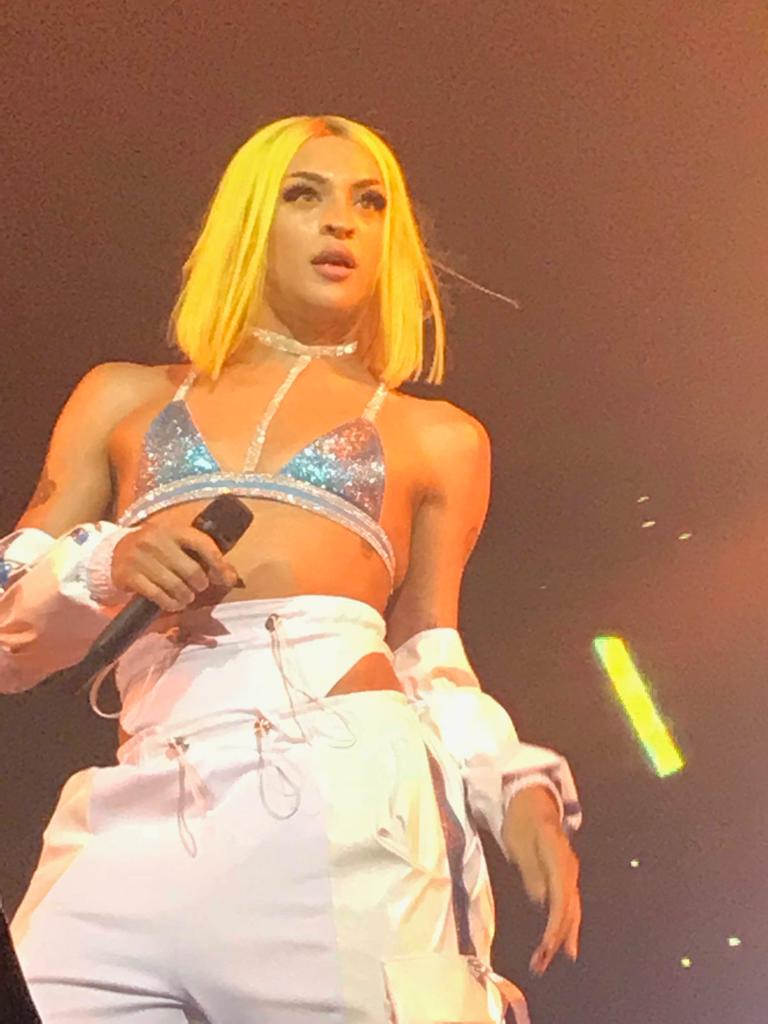
Vittar em apresentação da Não Para Não Tour, novembro de 2018

Em geral, os críticos de música notaram que Não Para Não segue deliberadamente a mesma fórmula de Vai Passar Mal, álbum de estreia de Vittar. Braulio Lorentz e Cauê Muraro revisaram o álbum para o G1 e disseram que ele "não tem o mesmo frescor e a mesma espontaneidade de Vai Passar Mal", por ser "pensadinho demais, meio calculado". Porém, terminaram dizendo que Não Para Não é "uma boa trilha de festa". Também escrevendo para o G1, o crítico musical Mauro Ferreira disse que "O que era espontâneo em Vai passar Mal parece estrategicamente calculado em Não Para Não", mas acrescentou que isso "jamais tira os méritos do álbum, bem produzido e hábil na confecção de um pop brasileiro com conexões com a cena internacional. Vittar oferece o que se esperava dela neste segundo álbum: um punhado de hits em potencial fabricados com matéria-prima rítmica vinda sobretudo do Nordeste."
Tony Goes, da Folha de S. Paulo, afirmou que "Não Para Não é intenso e rápido. [...] o som de Pabllo está mais brasileiro do que nunca, com timbres de brega, axé, sofrência e marchinha de carnaval. Pabllo continua fiel à fórmula que o/a levou ao topo das paradas de sucesso [com Vai Passar Mal]. Suas músicas falam de amor e festa, sem nenhum posicionamento muito explícito. Seriam “alienadas”, no entender das antigas patrulhas ideológicas. [...] vai se decepcionar quem torcia por uma mensagem mais densa. Mas é bobagem querer que Pabllo erga bandeiras. Ele/ela já é todo um estandarte desfraldado. Um agente progressista infiltrado nos programas de auditório, cantando duetos com estrelas sertanejas que parecem suas antípodas." A Associação Paulista de Críticos de Arte colocou o álbum em sua lista dos 50 Melhores Álbuns de 2018. A revista Rolling Stone Brasil incluiu o álbum na quinta posição em sua lista dos 50 melhores álbuns nacionais de 2018.
Luccas Oliveira, d'O Globo, descreveu o álbum como "fugaz" e "frenético" e escreveu: "Se Vai passar mal representou uma entrada com o pé na porta, Não Para Não aparece como a consolidação de um fenômeno, apresentando novas possibilidades e sequências de beats imprevisíveis, assinadas pelo produtor Rodrigo Gorky e por seu time, Brabo Music."

## Desempenho comercial
Em menos de duas horas após seu lançamento, Não Para Não estreou no topo do iTunes brasileiro. O álbum estreou no Spotify brasileiro com 3.1 milhões de streams contabilizados, sendo a melhor estreia de um álbum na história da plataforma, ultrapassando álbuns de artistas internacionais como Camila Cabello. Todas as faixas do Não Para Não estrearam no top 40 e 50 do Spotify e Apple Music brasileiros, respectivamente. Não Para Não conquistou o recorde de único disco a colocar todas as faixas na lista das 50 mais ouvidas do Spotify brasileiro. Foi também o 19º álbum de 2018 mais escutado pelos usuários do site Last.fm. Em 2019, Não Para Não conquistou o disco de ouro pela Pro-Música Brasil (PMB), por ter vendido 40 mil cópias no Brasil.

## Prêmios e indicações
| Ano  | Prêmio          | Categoria               | Indicação    | Resultado |
| ---- | --------------- | ----------------------- | ------------ | --------- |
| 2018 | Troféu APCA     | Disco do Ano            | Não Para Não | Indicado  |
| 2018 | Prêmio Pop Mais | Álbum Brasileiro do Ano | Não Para Não | Venceu    |

## Singles
O carro-chefe de Não Para Não, "Problema Seu", foi acompanhado por um jogo no estilo 2D-8 bit, onde as parcerias com Urias, Dilsinho e Ludmilla foram reveladas. Ainda neste jogo, uma imagem com uma numeração de milésimos até o lançamento do álbum foi divulgada, servindo como contagem regressiva a partir do lançamento da fase em questão. A cantora divulgou o título e a capa do trabalho uma semana antes do lançamento, durante sua participação no Prêmio Multishow 2018.
O segundo single, "Disk Me", veio acompanhado de um clipe, lançado um dia após o lançamento do álbum. Ainda cheio de charadas, o clipe contia um número de telefone, exibido em um celular em uma das cenas iniciais. Ao contatar este número, podia-se receber diferentes mensagens de Vittar, depende do meio de contato; por voz, ou via WhatsApp.
O terceiro single, "Seu Crime", teve seu lançamento oficial no dia 4 de fevereiro de 2019, acompanhado de um clipe com uma edição bem dinâmica e acelerada –  reflexo da batida de forró presente na faixa que tem o produtor norte-americano Diplo, como um dos autores. Com direção de Guilherme Nabhan e Louise W. Freshel, no vídeo podemos conferir ela caindo na estrada atrás de um amor, passando por uma igreja, uma festa e uma prisão.
O quarto e último single de Não Para Não, "Buzina", foi lançado oficialmente em 26 de fevereiro de 2019. A partir dessa data, a faixa ganhou título de single e caráter comercial com intuito promocional do disco. O videoclipe tem temática futurista e um tanto excêntrico, com cenas do artista viajando em uma nave espacial, visitando outros mundos e interagindo com alienígenas.
Apesar de não ser single, a faixa "Não Vou Deitar" ganhou um videoclipe vertical feito com cenas da turnê Não Para Não Tour durante o carnaval de 2019 e stories dos fãs de Vittar, lançado exclusivamente no Instagram através de uma parceria do artista com o aplicativo.

## Divulgação
Para promover a faixa "Problema Seu", carro-chefe do álbum, Vittar lançou a campanha Missão Problema Seu, inspirada em espionagem, que faz parte da temática do clipe, e trata-se de um jogo que leva o vencedor, com acompanhante, para o evento de lançamento do single, com direito a um pocket show exclusivo do cantor, no espaço de eventos da agência Mynd, em São Paulo.
Nos dias 23 e 24 de agosto de 2018, Pabllo participou da turnê Brava Tour da cantora argentina Lali, no Luna Park, em Buenos Aires. O local tem capacidade para mais de 9.000 pessoas. Pabllo performou "Problema Seu" e "Caliente", sendo esta última a música que Lali lançou com participação de Vittar para o álbum Brava (2018).
Pabllo divulgou os singles "Problema Seu", "Disk Me" e "Seu Crime" e "Buzina" nos seguintes programas de televisão: Altas Horas, Domingão do Faustão, Caldeirão do Huck, Encontro com Fátima Bernardes, SóTocaTop, Conversa com Bial e Programa da Eliana.
Vittar apresentou "Problema Seu" em um medley com a canção "Indestrutível" no Prêmio Multishow de Música Brasileira 2018 em 25 de setembro de 2018. Vittar surpreendeu em sua apresentação no Prêmio Multishow. O cantor surgiu sobrevoando a arena com asas de anjo e iniciou a performance ao som de "Indestrutível", música que retrata sua infância e adolescência, época em que sofria bullying e homofobia na escola. Logo após pousar no palco começou a cantar "Problema Seu", com problemas de sincronização no áudio. No final da apresentação, Vittar gritou "ele não", manifestando-se contra o até então candidato a presidência da república Jair Bolsonaro.

## Lista de faixas
Todas as canções foram produzidas pela Brabo Music Team (composta por Rodrigo Gorky, Maffalda, Zebu, Pablo Bispo e Arthur Marques) com produção adicional de Filip Nikolic, exceto por "Problema Seu" (produzida pela Brabo com produção adicional de Nikolic e Noize Men) e "Miragem" (produzida pela Brabo com produção adicional de Nikolic e Junior Fernandes).
| N.º            | Título                                               | Compositor(es)                                                 | Duração |  |
| 1.             | "Buzina"                                             | Maffalda\|\|Zebu\|Rodrigo Gorky\|Pablo Bispo\|Arthur Marques}} | 2:17    |  |
| 2.             | "Seu Crime"                                          | Diplo King Henry Jr. Blender Maffalda Gorky Bispo Marques      | 2:34    |  |
| 3.             | "Problema Seu"                                       | Alice Caymmi Noize Men Maffalda Zebu Gorky Bispo Marques       | 2:42    |  |
| 4.             | "Disk Me"                                            | Matheus Santos Maffalda Zebu Gorky Bispo Marques Vittar        | 2:53    |  |
| 5.             | "Não Vou Deitar"                                     | Maffalda Zebu Gorky Bispo Marques                              | 2:17    |  |
| 6.             | "Ouro" (participação de Urias)                       | Filip Nikolic Maffalda Zebu Gorky Bispo Marques                | 2:33    |  |
| 7.             | "Trago Seu Amor de Volta" (participação de Dilsinho) | Maffalda Zebu Gorky Bispo Marques                              | 2:38    |  |
| 8.             | "Vai Embora" (participação de Ludmilla)              | Ludmilla da Silva Rafa Dias Maffalda Zebu Gorky Bispo Marques  | 2:37    |  |
| 9.             | "No hablo español"                                   | Maffalda Zebu Gorky Bispo Marques Nikolic                      | 2:46    |  |
| 10.            | "Miragem"                                            | Maffalda\|Zebu\|Gorky\|Bispo\|Marques}}                        | 2:49    |  |
| Duração total: | Duração total:                                       | Duração total:                                                 | 26:06   |  |

## Vendas e certificações
| Região                                  | Certificação | Vendas  |
| --------------------------------------- | ------------ | ------- |
| Brasil (Pro-Música Brasil)              | Platina      | 80,000* |
| *vendas baseadas apenas na certificação |              |         |

## Histórico de lançamento
| Região | Data                   | Formato(s)                 | Gravadora(s)      |
| ------ | ---------------------- | -------------------------- | ----------------- |
| Várias | 4 de outubro de 2018   | Download digital streaming | Sony Music Brasil |
| Brasil | 12 de dezembro de 2018 | CD                         | Sony Music Brasil |